# السهال (المخادر)

تعديل مصدري - تعديل

السهال محلة تابعة لقرية شنين النوبة، التابعة لعزلة السحول بمديرية المخادر إحدى مديريات محافظة إب في الجمهورية اليمنية، بلغ تعداد سكانها 147 حسب تعداد اليمن لعام 2004.